# Lee Chung-yong
Dans ce nom coréen, le nom de famille, Lee, précède le nom personnel.
Lee Chung-yong (en coréen 이청용), né le 2 juillet 1988 à Séoul, est un footballeur international sud-coréen qui évolue au poste d'ailier droit au Ulsan Hyundai.

## Biographie

### FC Seoul
En 2003, le club du FC Séoul décide de monter son académie de jeunes joueurs, Lee qui jouait dans l'équipe de la Do-Bong Middle School, décide de passer les tests afin de faire partie de la première promotion de cette académie. Il impressionne les formateurs et rejoint le FC Séoul en 2004.
En 2006, Lee fait ses premières apparitions dans l'équipe première avec quatre matchs disputés. Mais c'est en 2007 que sa carrière décolle ; le Turc Şenol Güneş, devenu entraîneur de l'équipe, repère tout de suite le gros potentiel de Lee, et l'intègre régulièrement à son onze de départ.
La saison 2008 est celle de la confirmation puisqu'il est élu meilleur ailier du championnat.

### Bolton
Après un début de saison 2009, de nouveau de haut niveau, Lee s'engage avec les Bolton Wanderers, et obtient son permis de travail en Angleterre le 29 juillet 2009. Son transfert moyennant 2,2 M£ est officialisé le 14 août 2009, et il joue son premier match dès le lendemain contre Sunderland comme remplaçant.
Le 26 septembre, il inaugure son palmarès en inscrivant le but de la victoire (2-1) contre Birmingham City. Au fur et à mesure, Lee montre ses qualités de centre et de vitesse.
À la fin de sa première saison à Bolton, il est élu "Meilleur joueur de la saison" par les supporters du club.
Lors de l'été 2011, il se blesse gravement à la suite d'un tacle d'un joueur adverse lors d'un match amical contre Newport County. Il rejouera finalement 10 mois plus tard, faisant son retour sur les terrains le 6 mai 2012 contre West Bromwich Albion.
La saison 2012-2013 lui permet de rejouer régulièrement. Il marque quatre buts et délivre sept passes décisives en Championship anglaise.

### Crystal Palace
Le 2 février 2015, Lee signe en faveur du club londonien de Crystal Palace et en échange Barry Bannan rejoint Bolton en prêt,.
Il quitte le club le 1er juillet 2018, car son contrat n'a pas été prolongé.
Le 6 septembre 2018, à la suite de la fin de son contrat avec Crystal Palace, il s'engage avec le VfL Bochum, qui évolue alors en 2. Bundesliga.

### Ulsan Hyundai
Le 3 mars 2020, Lee signe au club sud-coréen Ulsan Hyundai.

### Carrière internationale
Lee inscrit son premier but en A, le 5 septembre 2008 en amical contre la Jordanie. Il a fait partie de l'équipe de Corée du Sud aux Jeux olympiques de 2008.
En mai 2010, il est convoqué pour la Coupe du monde. Le 18 juin, lors du second match de poule contre l'Argentine, il inscrit le seul but de son équipe lors d'une lourde défaite (1-4). Puis le 26 juin, il égalise contre l'Uruguay en huitièmes de finale avant que les Sud-Américains ne reprennent l'avantage et se qualifient (2-1).
Durant la Coupe du monde de football 2014, où il participe aux trois matches de son équipe. Pendant le dernier match de poule, il blesse Anthony Vanden Borre, qui sera forfait pour le reste de la compétition.
Le 13 janvier 2015, il se blesse au tibia lors de la Coupe d'Asie des nations durant la rencontre opposant la Corée du Sud au Koweït. Cependant sa blessure ne nécessitera pas d'opération.

## Statistiques

### Buts internationaux
| 0     | Date | Lieu | Compétition | Résultat | Adversaire | Détail | Détail | Détail | Sél. |
| ----- | --- | --- | --- | --- | --- | --- | --- | --- | --- |
| 1er   | 5 septembre 2008 | Stade de la Coupe du monde, Séoul, Corée du Sud                                                                                          | Match amical | V 1-0 | Jordanie | 5e | de la tête | 1-0 | 3e |
| 2e    | 14 novembre 2008 | Stade Jassim-bin-Hamad, Doha, Qatar | Match amical | N 1-1 | Qatar | 6e | c.f du pied droit | 0-1 | 6e |
| 3e    | 16 mai 2010 | Stade de la Coupe du monde, Séoul, Corée du Sud                                                                                          | Match amical | V 2-0 | Équateur | 83e | du pied gauche | 2-0 | 21e |
| 4e    | 17 juin 2010 | Soccer City, Johannesbourg, Afrique du Sud                                                                                               | Premier tour de la Coupe du monde 2010                                                                                                   | P 4-1 | Argentine | 45+1e | du pied droit | 2-1 | 26e |
| 5e    | 26 juin 2010 | Nelson Mandela Bay Stadium, Port Elizabeth, Afrique du Sud                                                                               | Huitième de finale de la Coupe du monde 2010                                                                                             | P 2-1 | Uruguay | 68e | de la tête | 1-1 | 28e |
| 6e    | 15 novembre 2013 | Stade de la Coupe du monde, Séoul, Corée du Sud                                                                                          | Match amical | V 2-1 | Suisse | 87e | de la tête | 2-1 | 51e |
| 7e    | 3 septembre 2015 | Stade de Hwaseong (en), Hwaseong, Corée du Sud                                                                                           | Éliminatoires Coupe du monde 2018 | V 8-0 | Laos | 10e | de la tête | 1-0 | 67e |
| 8e    | 1er septembre 2016 | Stade de la Coupe du monde, Séoul, Corée du Sud                                                                                          | Éliminatoires Coupe du monde 2018 | V 3-2 | Chine | 63e | de la tête | 2-0 | 72e |
| 9e    | 22 mars 2019 | Stade d'Ulsan Munsu, Ulsan, Corée du Sud                                                                                                 | Match amical | V 1-0 | Bolivie | 86e | de la tête | 1-0 | 87e |
| Total | 9 buts (2 du pied droit, 1 du pied gauche et 6 de la tête), dont 1 coup franc, en 87 sélections entre le 31 mai 2008 et le 22 mars 2019. | 9 buts (2 du pied droit, 1 du pied gauche et 6 de la tête), dont 1 coup franc, en 87 sélections entre le 31 mai 2008 et le 22 mars 2019. | 9 buts (2 du pied droit, 1 du pied gauche et 6 de la tête), dont 1 coup franc, en 87 sélections entre le 31 mai 2008 et le 22 mars 2019. | 9 buts (2 du pied droit, 1 du pied gauche et 6 de la tête), dont 1 coup franc, en 87 sélections entre le 31 mai 2008 et le 22 mars 2019. | 9 buts (2 du pied droit, 1 du pied gauche et 6 de la tête), dont 1 coup franc, en 87 sélections entre le 31 mai 2008 et le 22 mars 2019. | 9 buts (2 du pied droit, 1 du pied gauche et 6 de la tête), dont 1 coup franc, en 87 sélections entre le 31 mai 2008 et le 22 mars 2019. | 9 buts (2 du pied droit, 1 du pied gauche et 6 de la tête), dont 1 coup franc, en 87 sélections entre le 31 mai 2008 et le 22 mars 2019. | 9 buts (2 du pied droit, 1 du pied gauche et 6 de la tête), dont 1 coup franc, en 87 sélections entre le 31 mai 2008 et le 22 mars 2019. | 9 buts (2 du pied droit, 1 du pied gauche et 6 de la tête), dont 1 coup franc, en 87 sélections entre le 31 mai 2008 et le 22 mars 2019. |